# Katie Aselton
Kathryn Aselton, detta Katie (Milbridge, 1º ottobre 1978), è un'attrice, regista, sceneggiatrice e produttrice cinematografica statunitense.

## Biografia
Nata a Milbridge nel Maine, da adolescente partecipa a vari concorsi di bellezza: viene eletta Miss Maine Teen USA 1995 e si classifica seconda al Miss Teen USA 1995. Nel 1996 si diploma alla Narraguagus High School in Harrington, successivamente frequenta la Boston University School of Communications per due anni prima di trasferirsi a Los Angeles con l'intento di diventare attrice. Studia recitazione per due anni all'Accademia americana di arti drammatiche di New York.
Mentre studia alla Boston University conosce l'attore e cineasta Mark Duplass. La coppia si sposa nel 2006 e ha due figlie: Molly e Ora Duplass. Assieme al marito recita nella serie televisiva The League e partecipa a numerose produzioni indipendenti del movimento mumblecore.
Nel 2010 il suo esordio alla regia: interpreta, scrive, dirige e produce Solo per una notte. Due anni dopo dirige Black Rock, il suo secondo film, interpretato al fianco di Lake Bell e Kate Bosworth. Nel 2015 viene diretta da Gus Van Sant in La foresta dei sogni.

## Filmografia

### Attrice

#### Cinema
- The Puffy Chair, regia di Jay Duplass e Mark Duplass (2005)
- Other People's Parties, regia di R.A. White (2009)
- Easier with Practice, regia di Kyle Patrick Alvarez (2009)
- Feed the Fish, regia di Michael Matzdorff (2009)
- Cyrus, regia di Jay Duplass e Mark Duplass (2010)
- Solo per una notte (The Freebie), regia di Katie Aselton (2010)
- Quell'idiota di nostro fratello (Our Idiot Brother), regia di Jesse Peretz (2011)
- A casa con Jeff (Jeff, Who Lives at Home), regia di Jay Duplass e Mark Duplass (2011)
- Treatment, regia di Sean Nelson e Steven Schardt (2011)
- Black Rock, regia di Katie Aselton (2012)
- La foresta dei sogni (The Sea of Trees), regia di Gus Van Sant (2015)
- Regali da uno sconosciuto - The Gift (The Gift), regia di Joel Edgerton (2015)
- 2 gran figli di... (Father Figures), regia di Lawrence Sher (2017)
- Fun Mom Dinner, regia di Alethea Jones (2017)
- Book Club - Tutto può succedere (Book Club), regia di Bill Holderman (2018)
- The Tomorrow Man, regia di Noble Jones (2019)
- The Devil Has a Name, regia di Edward James Olmos (2019)
- Synchronic, regia di Justin Benson e Aaron Moorhead (2019)
- Silk Road, regia di Tiller Russell (2021)
- Il sacro male (The Unholy), regia di Evan Spiliotopoulos (2021)

#### Televisione
- Undressed – serie TV, 2 episodi (2001)
- The Office – serie TV, 1 episodio (2009)
- The League – serie TV, 80 episodi (2009-2015)
- Revolution – serie TV, 2 episodi (2014)
- Togetherness – serie TV, 5 episodi (2016)
- Animals. – serie animata, 7 episodi (2016-2017) – voce
- Casual – serie TV, 16 episodi (2016-2017)
- Legion – serie TV, 11 episodi (2017-2018)

### Regista
- Solo per una notte (The Freebie) (2010)
- Black Rock (2012)
- Mack & Rita (2022)

### Sceneggiatrice
- Solo per una notte (The Freebie) (2010)
- Black Rock (2012)

## Doppiatrici italiane
- Laura Lenghi in The League
- Francesca Fiorentini in Togetherness
- Tiziana Avarista in La foresta dei sogni
- Chiara Gioncardi in 2 gran figli di...
- Alessandra Korompay in Legion
- Valentina Favazza in Book Club - Tutto può succedere
- Angela Brusa in Synchronic
- Daniela Calò in Il sacro male

Da doppiatrice è sostituita da:
- Monica Volpe in Animals